# DB-Baureihe Klv 53
Der Schwerkleinwagen Klv 53 ist ein Nebenfahrzeug für Gleisbau- und Unterhaltungsarbeiten. Ab 1963 beschaffte die Deutsche Bundesbahn insgesamt 824 Wagen dieses Typs, was ihn zum meistgebauten Dienstfahrzeug einer deutschen Staatsbahn macht.

## Entwicklung und Bau

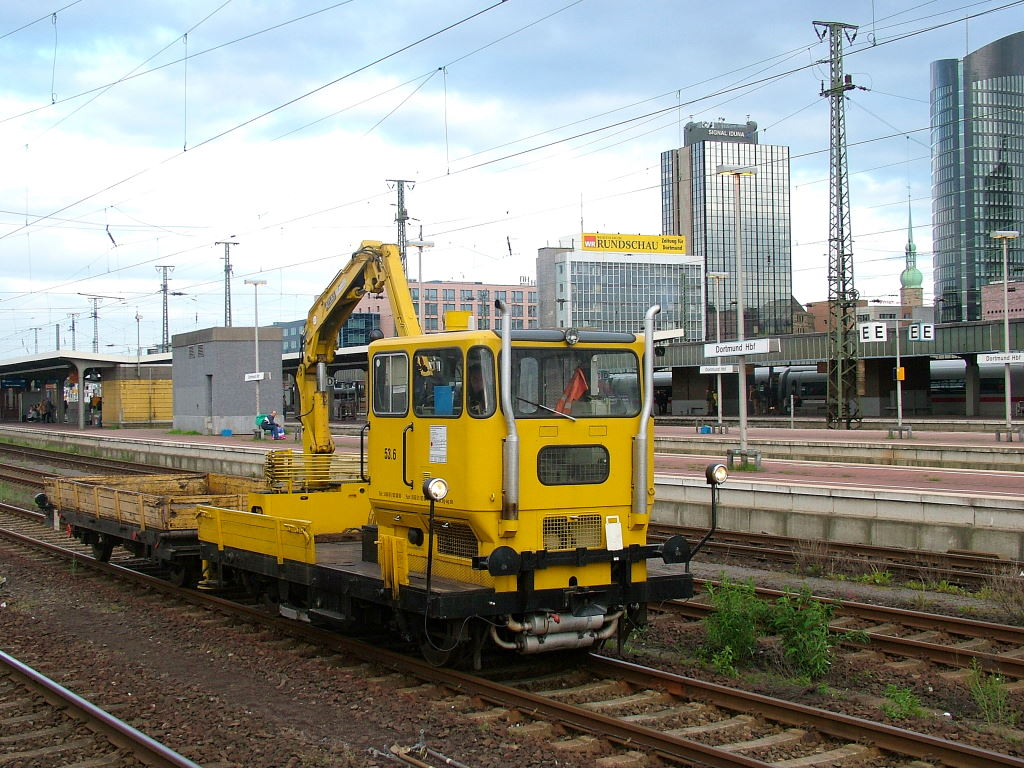
Ein Klv 53 im Dortmunder Hauptbahnhof

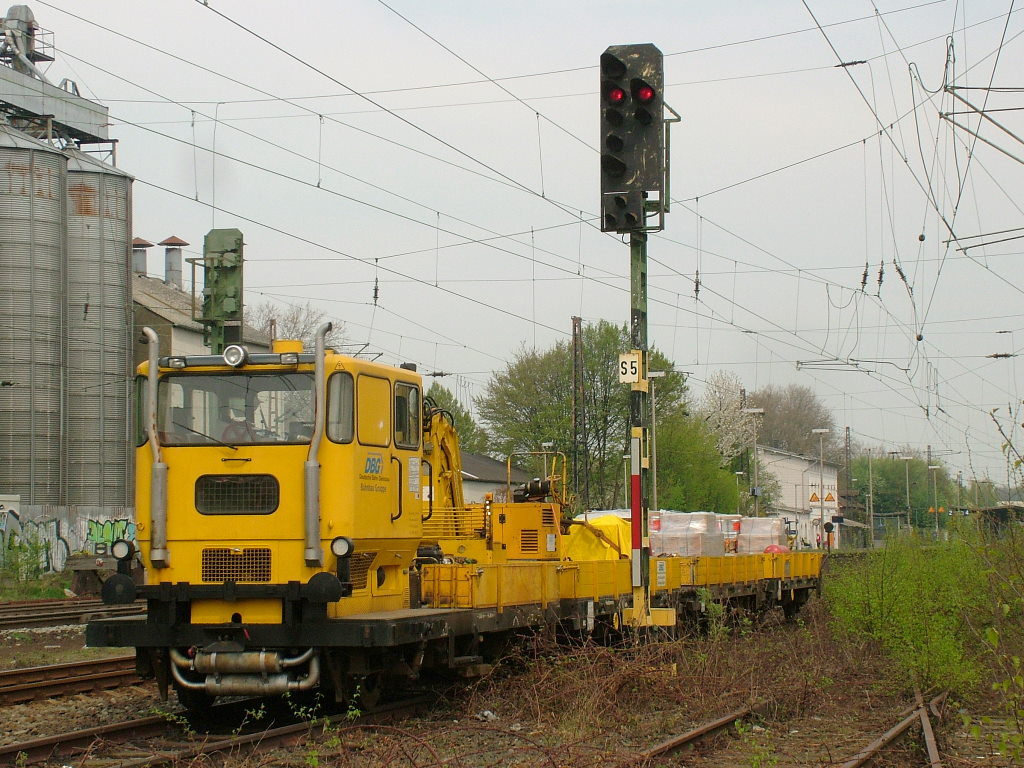
Klv 53-4742 im Einsatz im Bahnhof Kamen

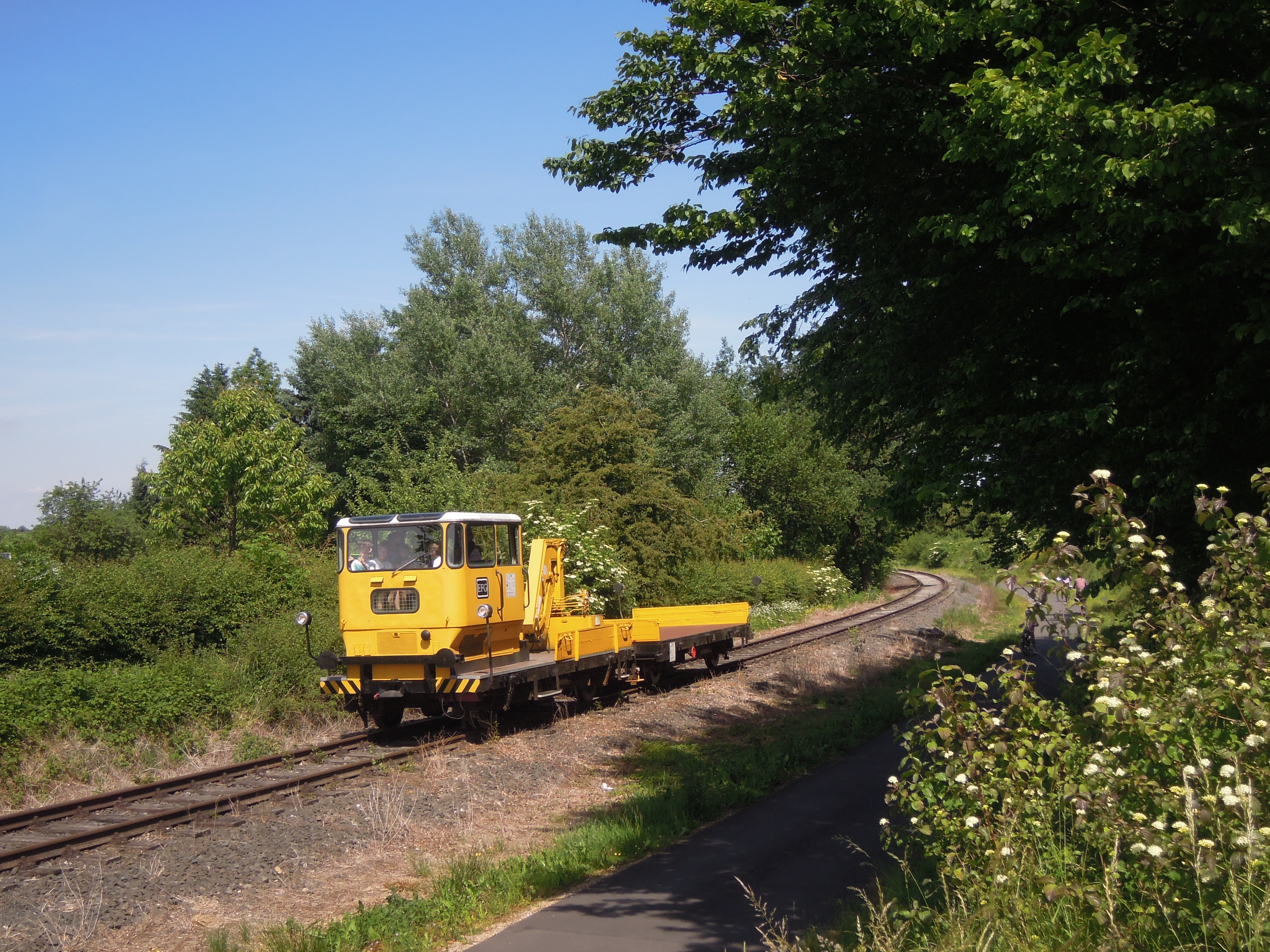
Museal erhaltener Klv 53 der Eisenbahnfreunde Grenzland zwischen Walheim und Schmithof

Anfang der 1960er Jahre begann die DB in Zusammenarbeit mit der Firma Schöma mit der Weiterentwicklung der seit 1955 beschafften Rottenkraftwagen der DB-Baureihe Klv 50 / Klv 51. Ein gravierender Nachteil der sehr gelungenen Konstruktion war die fehlende Möglichkeit, den Rottenarbeitern eine wettergeschützte und beheizte Transportmöglichkeit bieten zu können. Des Weiteren behinderte die niedrige Höchstgeschwindigkeit von nur 50 km/h den Bahnbetrieb.
Daher entwickelte Schöma in Zusammenarbeit mit dem Bundesbahnzentralamt (BZA) München für den Klv 50 / Klv 51 ein größeres Führerhaus, in dem neben dem Fahrer noch sechs weitere Personen Platz finden. Bei den Prototypen wurde es noch mittels Motorraumabwärme beheizt. Während diese Art der Beheizung für die kleinen Fahrerräume des Klv 50/Klv 51 noch ausreichend war, stieß sie bei den großvolumigen Klv-53-Führerhäusern an ihre Grenzen. Die ungenügende Leistung dieser Heizungsart wurde bei der Serienlieferung durch Einbau einer Webasto-Warmluftheizung kompensiert. Durch eine Vergrößerung des Laufraddurchmessers (von 600 mm auf 700 mm) und die Erhöhung der Motordrehzahl (von 2000/min auf 2300/min) konnte außerdem die zulässige Höchstgeschwindigkeit von 50 km/h auf 70 km/h erhöht werden. Die Beibehaltung der schmalen Ladeflächen beiderseits des Motorraums ermöglichte weiterhin den Transport von Langmaterial, wie zum Beispiel Schienen.
Mit diesen Änderungen lieferte Schöma 1963 und 1964 drei „Klv 51 in Sonderausführung“, die zunächst ihre aus der Klv-51-Serienlieferung stammenden Betriebsnummern Klv 51-9162, Klv 51-9163 und Klv 51-9164 erhielten. Wegen der deutlichen baulichen Abweichungen vom Serien-Klv 51 wurde für diese drei Fahrzeuge kurz nach ihrer Inbetriebnahme die neue Baureihe Klv 53 geschaffen. Noch in der zweiten Jahreshälfte 1964 wurden sie in die Klv 53-0001 bis Klv 53-0003 umgezeichnet.
Zunächst wurde die Auslieferung der sich noch im Bau befindlichen Bauserien der Baureihe Klv 51 bis Anfang 1965 abgeschlossen. Die sich diesen Bauserien anschließenden Serienlieferungen der neuen Baureihe Klv 53 erhielten fast alle Änderungen der 3 Prototypen. Nur die Ladetür auf der linken Führerhausseite (hinter dem Fahrersitz) kam nicht in die Serienfertigung.
Die insgesamt ersten 39 Fahrzeuge baute Schöma bis 1966, die nachfolgenden Fahrzeuge wurden von den Industriewerken Karlsruhe (IWK), von Robel, Sollinger Hütte (SH), Deutsche Waggon- und Maschinenfabrik, ab 1971 Waggon Union (DWM/WU) und Windhoff hergestellt. Von 1963 bis 1981 wurden 824 Fahrzeuge in 13 Bauserien von der DB beschafft. Durch die Verwendung leistungsstärkerer KHD-Motoren im Laufe der Auslieferungszeit wurde die Leistung von 77 PS (F4L 514) und 116 PS (F6L 413 V) auf 150 PS (F6L 413 F) gesteigert.
Statt des noch auf den ersten 16 Fahrzeugen wie zuletzt beim Klv 51 aufgebauten hydraulischen Atlas-Ladekrans AK 1400 DB wurde schon ab der zweiten Bauserie der stärkere Atlas AK 3001 DB verwendet. Später gelangte der weiterentwickelte Atlas AK 3006 DB zum Einsatz. Parallel wurde zeitweise der gleichstarke Meiller-Ladekran MK 80 R DB aufgebaut. Die letzte Bauserie erhielt den Atlas-Ladekran AK 3006 A DB mit einem zusätzlichen Ausschubarm und abschaltbarer Höhenbegrenzung.
Auch nach dem Ende der Serienfertigung der Klv 53 für die Deutsche Bundesbahn lieferte Schöma noch bis 1994 in teilweise leicht abgewandeltem Äußeren weitere Fahrzeuge an andere Bahnbetriebe im In- und Ausland.

## Bezeichnung
Die Bezeichnung Klv 53 entspricht dem Bundesbahn-Bezeichnungsschema für Kleinwagen. Die Abkürzung Klv steht dabei für Kleinwagen mit Verbrennungsmotor, die Zahl 53 bezeichnet die Weiterentwicklung der schweren Rottenkraftwagen der Einheitsbauart (nach den DB-Baureihen Klv 50, Klv 51 und Klv 52).
Die Bauartunterschiede im Hinblick auf Ladekran und Bremsanlage werden durch eine dreistellige Bauartbezeichnung zwischen 530 und 538 gekennzeichnet.

## Einsatz

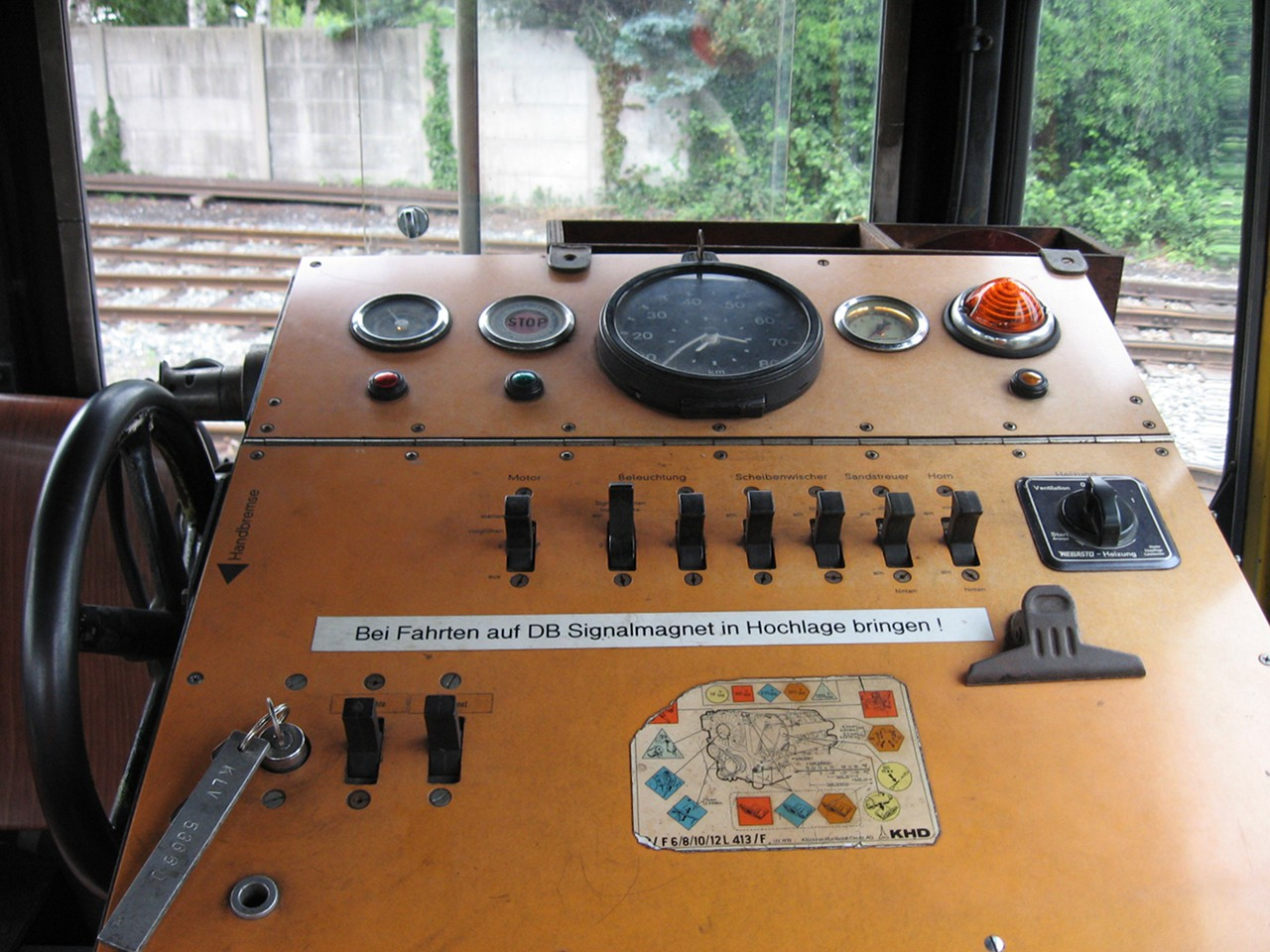
Der Fahrzeugführer sitzt im Klv 53 quer zur Fahrtrichtung

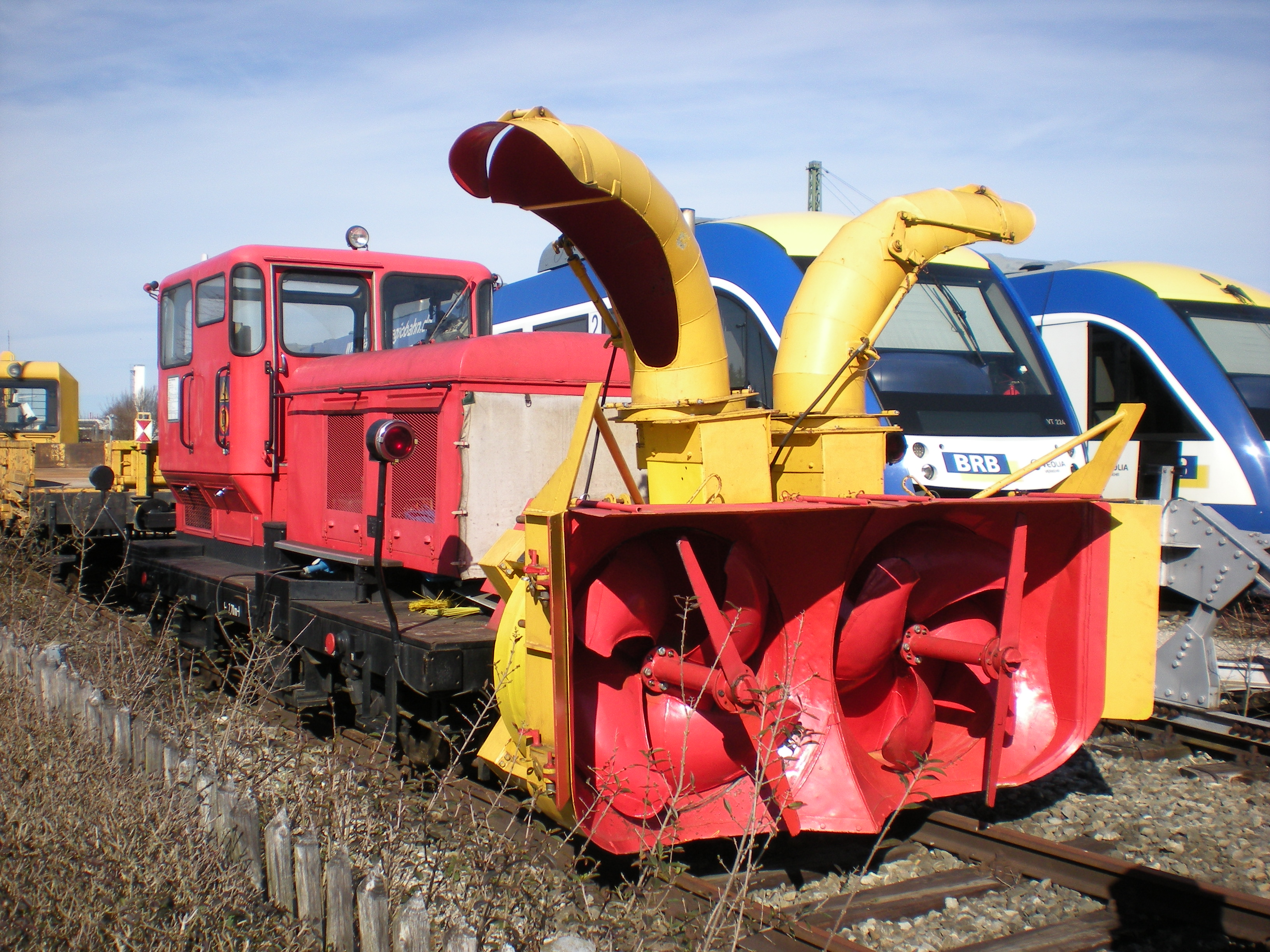
Auf Klv 53 aufgebaute Schneeschleuder

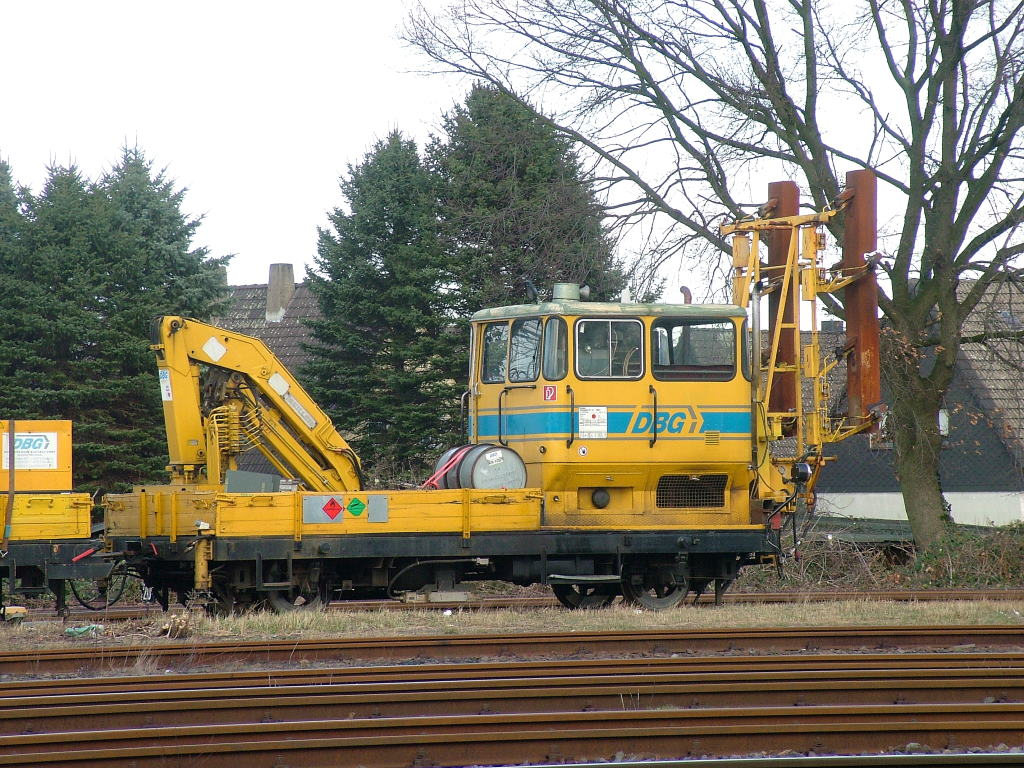
Klv 53 mit Schienenanwärmgerät

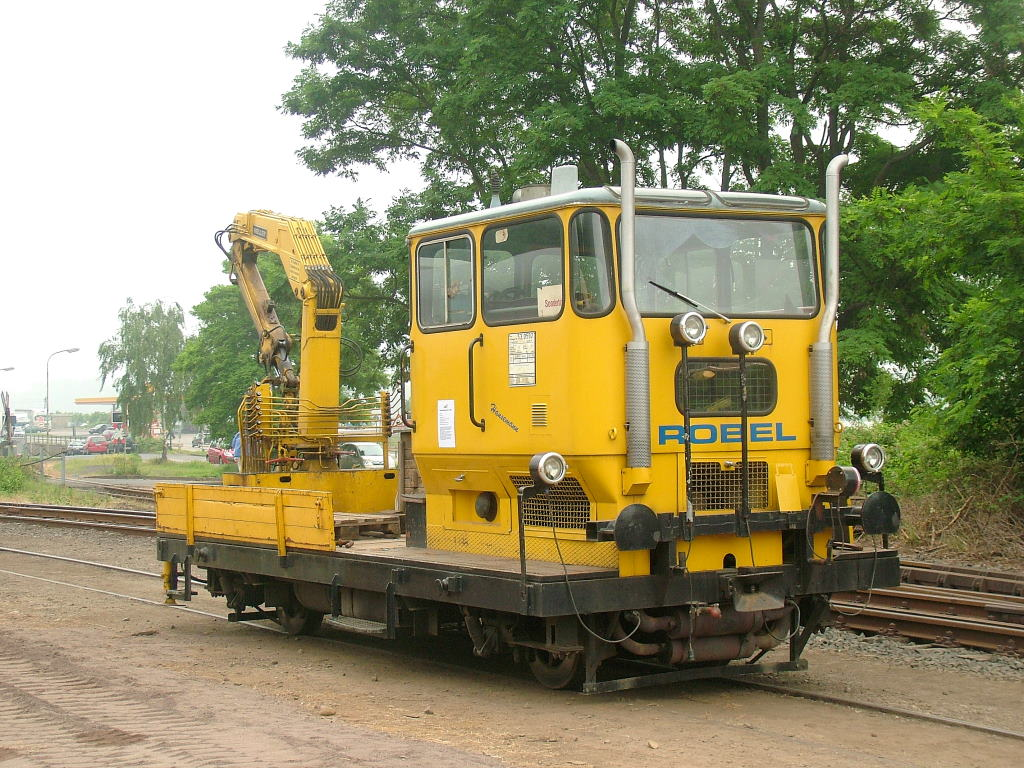
Die Brohltalbahn setzt einen umgespurten Klv 53 auf Meterspurgleisen ein

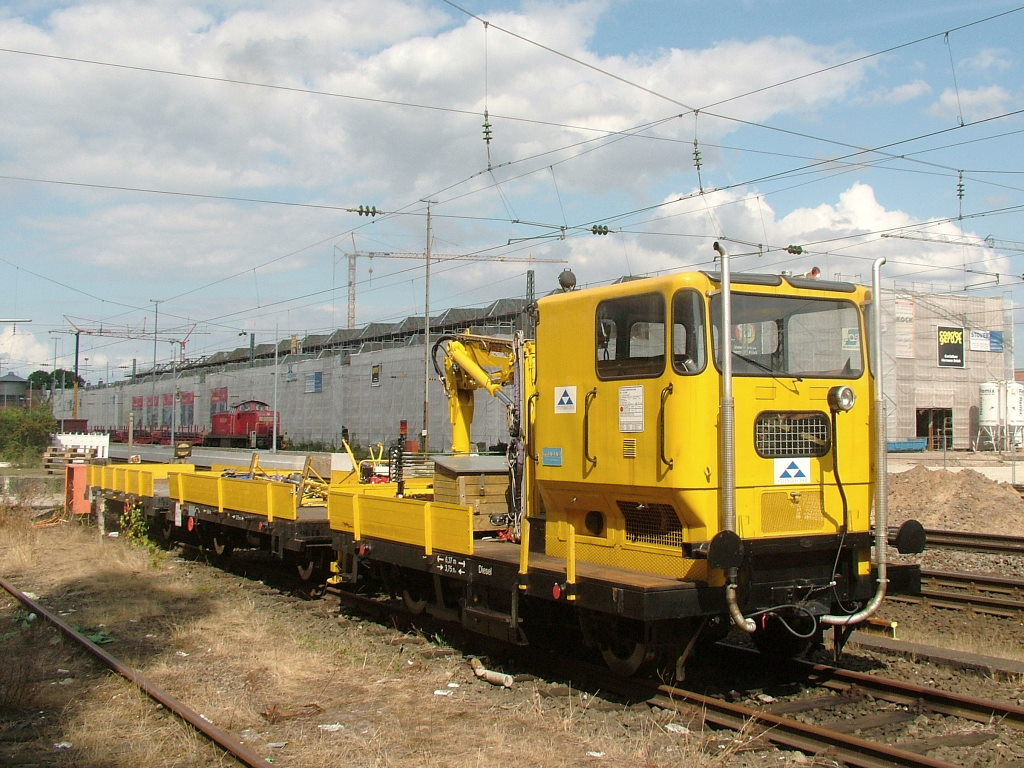
Durch die Firma KRABAS modernisierter Klv 53 einer Baufirma

Entsprechend der Bauart wurde der Klv 53 vor allem im Gleisbau und in der Unterhaltung von Bahnanlagen eingesetzt. Die große Kabine und die größere Nutzlast erleichterten gegenüber älteren Bauarten den Transport von Arbeitern und Material, der stärkere Ladekran erleichterte das Umladen von Material, die Hydraulikanlage erlaubte auch die Verwendung von verschiedenen Anbaugeräten am Kranarm. Für spezielle Aufgaben waren auch weitere Anbaugeräte für das Fahrzeug nutzbar, beispielsweise zum Ausbringen von Unkrautbekämpfungsmitteln.
Einige Fahrzeuge erhielten für weitere Aufgabengebiete eine spezielle Ausstattung:
- Insbesondere im Alpenvorland wurden einige Klv 53 mit einer auf die Ladefläche anstelle des Ladekrans aufgebauten Schneeschleuder[3] vom Beilhack-Typ HS 270 K eingesetzt. Als erster Klv 53 wurde der Klv 53-0164 damit eingesetzt. Unter ihm wurde dazu 1970 direkt nach seiner Auslieferung an die DB von der Firma Beilhack in Rosenheim eine Aushebe- und Drehvorrichtung eingebaut. Nach der Ausmusterung des Klv 53-0164 am 31. Dezember 1989 wurde die Fräse auf andere Fahrzeuge umgesetzt.[4][5]
- Zur Wartung der Signalanlagen in den zum Teil noch in Bau befindlichen S-Bahn- und Flughafen-Tunnel in München, Hamburg und Frankfurt (M.) entstanden 1973 6 Stück Klv 53 der Bauart 533 (Klv 53-0533 – 0538), die statt des Ladekrans mit einem Atlas-Hubkorb AK 1400 H ausgeliefert wurden. Bei mehreren dieser Klv 53 wurde später der Hubkorb ab- und ein Atlas-Ladekran AK 3001 DB aufgebaut.
- Vor dem Schweißen eines Schienenstoßes müssen die Schienen erhitzt werden, um unerwünschte Spannungen nach dem Abkühlen der Schweißung zu vermeiden. Hierzu wurden einige Klv 53 mit einem Schienenanwärmgerät mit Propanfeuerung ausgestattet, das vor der Kabine angebracht ist. In der Transportstellung ist es senkrecht aufgestellt, zum Anwärmen lässt es sich auf die Schienen herablassen, der Brennstoff wird dabei auf dem Anhänger mitgeführt.[3]
- Zur Einhaltung der sehr geringen Arbeitsgeschwindigkeit beim Anwärmen der Schienen mit dem Schienenwärmegerät wurden 19 Stück Klv 53 mit einem zusätzlichen hydraulischen Antrieb beschafft. Zur Unterscheidung erhielten diese Fahrzeuge eine um 4000 erhöhte Fahrzeugordnungnummer (Klv 53-4730 - 4743 und Klv 53-4775 - 4779).
- Mindestens 2 Fahrzeuge wurden ohne Ladekran als Bauart 532 ausgeliefert (Klv 53-0165, -0166) oder er wurde ihnen nachträglich abgebaut.
- Ein Einzelstück war Klv 53-0317 mit seinem Anhänger Kla 03-0345. Dieses Gespann wurde von der Fahrleitungsmeisterei Osnabrück für Elektrifizierungsarbeiten eingesetzt.[6] Der Klv besaß dazu einen auf die Ladefläche aufgebauten Werkstatt- und Geräteraum, auf dem Anhänger befand sich ein weiterer Arbeitsraum und eine Hubarbeitsbühne.

Durch ihre große Stückzahl waren die gelb lackierten Klv 53 an fast jedem westdeutschen Bahnhof präsent, was dazu führte, dass sie sowohl zu den typischsten Fahrzeugen der Bundesbahn gerechnet werden können, aber gleichermaßen auch kaum von Eisenbahnfotografen beachtet wurden.
Etwa ab den 1990er Jahren versuchte die Deutsche Bundesbahn und deren Nachfolgeunternehmen Deutsche Bahn, die bis dahin sehr personalintensive Unterhaltung des Schienennetzes durch zahlreiche dezentrale Bahnmeistereien wirtschaftlicher zu gestalten. Hierzu wurden viele Bahnmeistereien geschlossen oder zu größeren Zentralstandorten zusammengelegt, die entsprechend weniger Fahrzeuge benötigten. Zudem erfolgten ab 1994 die ersten Lieferungen der Bauart GAF100, die als Nachfolgebaureihe des Klv 53 und anderer Rottenkraftwagen gelten kann. Die Klv 53 wurden in der Folge großteils ausgemustert, einige Fahrzeuge befanden sich 2013 noch im Dienst der DB-Tochterfirma Deutsche Bahn Gleisbau.
Zahlreiche Klv 53 gelangten hingegen nach der Ausmusterung durch die DB zu privaten Unternehmen. Neben vielen Eisenbahnunternehmen, die die Fahrzeuge zur Unterhaltung ihrer eigenen Strecken nutzen, erwarben auch einige Gleisbauunternehmen Klv 53, die diese oftmals auch für Bauarbeiten an DB-Strecken einsetzen. Weiterhin wurden auch Exemplare über Händler ins Ausland sowie an spezielle Fahrzeugvermieter verkauft. Auch zahlreiche Museumsbahnen setzen Klv 53 zur Unterhaltung ihrer Strecken ein. Einige der Fahrzeuge wurden nach dem Verkauf modernisiert oder anderweitig umgebaut.